# Challenger de Génova 2014
El AON Open Challenger 2014 fue un torneo de tenis profesional jugado en canchas de tierra batida. Se disputó la 11.ª edición del torneo que formó parte del circuito ATP Challenger Tour 2014. Se llevó a cabo en Génova, Italia entre el 1 y el 7 de septiembre de 2014.

## Jugadores participantes del cuadro de individuales

### Cabezas de serie
| País                            | Jugador         | Rank1 | Favorito |
| ------------------------------- | --------------- | ----- | -------- |
| Bandera de España               | Albert Ramos    | 95    | 1        |
| Bandera de Alemania             | Dustin Brown    | 97    | 2        |
| Bandera de Francia              | Benoît Paire    | 98    | 3        |
| Bandera de España               | Albert Montañés | 114   | 4        |
| Bandera de Alemania             | Andreas Beck    | 115   | 5        |
| Bandera de Bosnia y Herzegovina | Damir Džumhur   | 119   | 6        |
| Bandera de Eslovenia            | Aljaž Bedene    | 133   | 7        |
| Bandera de Portugal             | Gastão Elias    | 142   | 8        |

- 1 Se ha tomado en cuenta el ranking del 25 de agosto de 2014.

### Otros participantes
Los siguientes jugadores recibieron una invitación (wild card), por lo tanto ingresan directamente al cuadro principal (WC):
- Alessandro Giannessi
- Gianluca Mager
- Francesco Picco
- Matteo Trevisan

Los siguientes jugadores ingresan al cuadro principal tras disputar el cuadro clasificatorio (Q):
- Viktor Galović
- Jozef Kovalík
- Gianluca Naso
- Adelchi Virgili

Los siguientes jugadores ingresan al cuadro principal como alternantes (Alt):
- Mate Delić
- Uladzimir Ignatik

Los siguientes jugadores ingresan al cuadro principal como exención especial (SE):
- Viktor Troicki

## Campeones

### Individual Masculino
- Albert Ramos derrotó en la final a  Mate Delić 6–1, 7–5

### Dobles Masculino
- Daniele Bracciali /  Potito Starace  derrotaron en la final a  Frank Moser /  Alexander Satschko 6–3, 6–4.